# 沙滩球

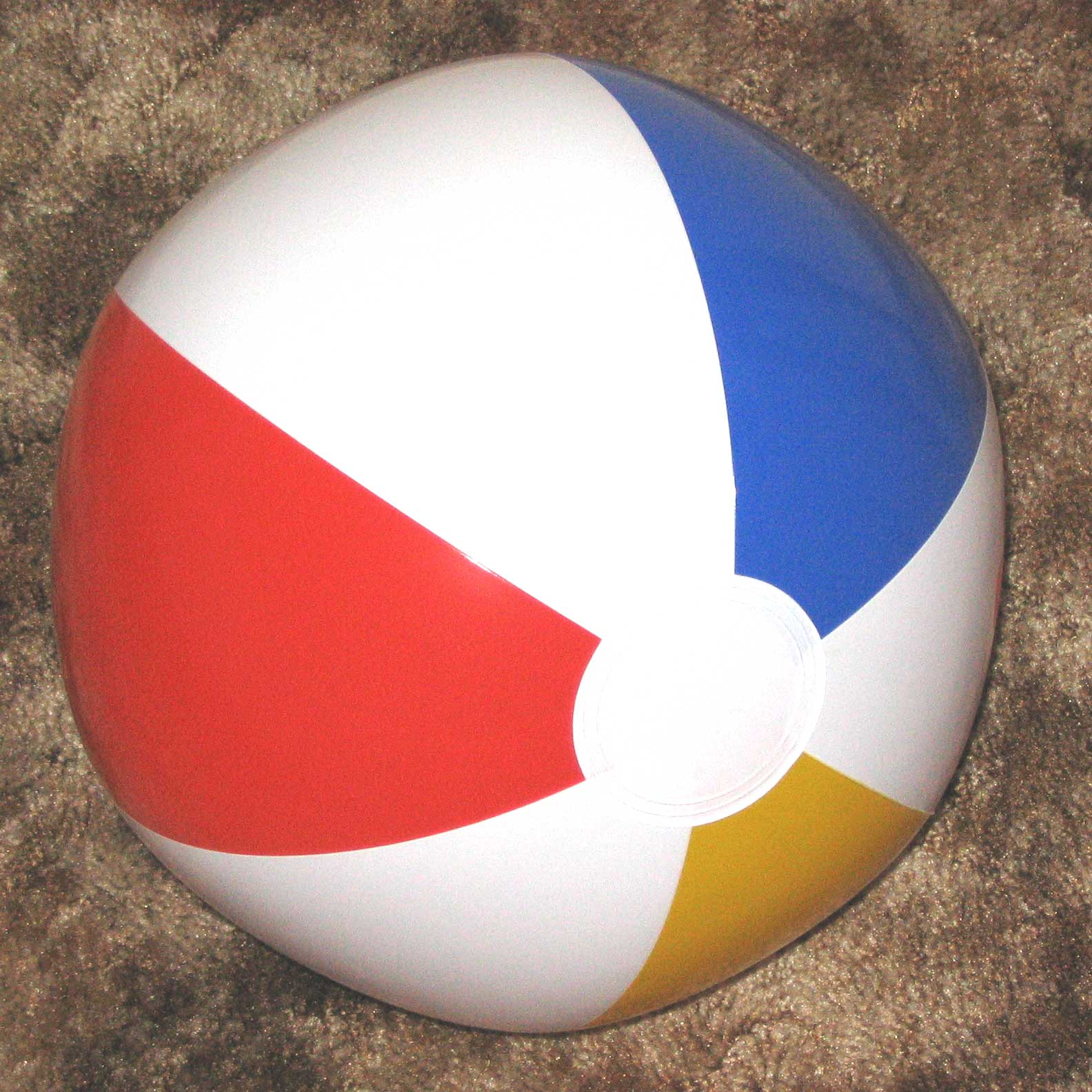
一个沙滩球

沙滩球是一种充气玩具球，常见于沙滩或水上游戏上。沙滩球体积大但重量轻，推动沙滩球只需很小的力气。
20世纪60年代，Annette Funicello和Frankie Avalon拍摄了一系列沙滩主题的电影，沙滩球迅速普及。

## 外观
沙滩球没有固定的大小。较小的沙滩球只有手这么大，而较大的直径超过1米。沙滩球通常由软塑料制成，并带有一个充气孔，来为沙滩球充气。沙滩球有不同的外观。大多数沙滩球表面有经线走向的条纹，条纹多为纯色和白色交替。此外，还存在单色沙滩球。各类广告、公司、Emoji表情和地球外表也能作为沙滩球的表面。
沙滩球没有尺寸限制，巨大的沙滩球直径可长达1.5米或2.7米。
2017年5月30日，世上最大的沙滩球在英国伦敦出现，并由一艘驳船在泰晤士河上运输。这个沙滩球直径达到20米，创下了吉尼斯世界纪录。派拉蒙影業为宣传电影海灘救護隊，制作这个巨大的沙滩球，因此球上布满了单词“Baywatch”，吉尼斯也将证书颁发给这家公司。

## 用途

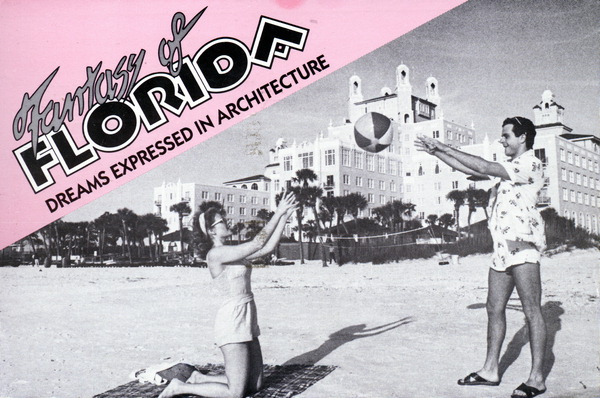
1985年佛罗里达州的明信片，画着一对夫妻正在玩沙滩球

沙滩球运动包括水球和沙滩排球。这些球通常比其他球类运动的球便宜，但是因为沙滩球通常由软塑料制成，所以不耐用。在一些音乐会、节日和体育活动上，人们会投掷巨大的沙滩球。许多毕业生用沙滩球在毕业典礼上做恶作剧，向人群投掷沙滩球。在板球、棒球和足球類運動中，有时也会出现沙滩球。沙滩球被观众互相投掷，有时沙滩球内部会藏着非法物品（例如毒品），因此出现在球场上的沙滩球会被保安没收，并被撕开来检查。保安通常不允许观众把球带入球场，因为这会分散球员的注意力。1999年8月，在克里夫蘭印地安人队与洛杉磯天使队的比赛中，球场上出现了一个沙滩球，导致天使队分心并输掉了比赛。
沙滩球重量轻，稳定性较好，训练有素的海豹能轻易地把它顶在鼻子上，顶着沙滩球的海豹也十分著名。沙滩球也是泳装摄影中常用的道具，是海滩的代表性象征之一。